# Michel Deville
Michel Deville (Boulogne-Billancourt, 13 aprile 1931 – Boulogne-Billancourt, 16 febbraio 2023) è stato un regista francese.

## Biografia
Esordì ventisettenne come coregista di Une Balle dans le canon, film che uscì nel 1958 e che è sicuramente ascrivibile alla Nouvelle Vague che esplose in Francia in quegli anni. Fra i suoi film compare Acque profonde, girato nel 1981.
A partire dal film Pericolo nella dimora (1985) collaborò con sua moglie, Rosalinde Deville (nata Damamme), che conobbe durante le riprese del film L'orso e la bambola (1970) e con cui coprodusse una buona parte dei suoi ultimi film, tra cui Le Paltoquet (1986) e La lettrice (1988).

## Filmografia
- Une Balle dans le canon, co-regista Charles Gérard (1958)
- Ce soir ou jamais (1961)
- Le bugie nel mio letto (Adorable menteuse)	(1962)
- Il diavolo sotto le vesti (À cause à cause d'une femme) (1963)
- L'appartamento delle ragazze (L'Appartement des filles) (1963)
- Joe mitra (Lucky Jo) (1964)
- Il ladro della Gioconda (On a volé la Joconde) (1966)
- Le armi segrete del generale Fiascone (Martin Soldat) (1966)
- Zärtliche Haie	(1966)
- Benjamin ovvero le avventure di un adolescente (Benjamin ou les mémoires d'un puceau) (1967)
- Bye bye, Barbara (1969)
- L'orso e la bambola (L'Ours et la poupée)	(1970)
- Le notti boccacesche di un libertino e di una candida prostituta (Raphael ou le débauché) (1971)
- La Femme en bleu (La femme en bleu) (1973)
- Il montone infuriato (Le Mouton enragé) (1974)
- L'Apprenti salaud (1977)
- Dossier 51 (Le dossier 51)	(1978)
- Un dolce viaggio (Le Voyage en douce) (1980)
- Acque profonde (Eaux profondes) (1981)
- La Petite bande (1983)
- Pericolo nella dimora (Péril en la demeure) (1985)
- Le Paltoquet (1986)
- La lettrice (La Lectrice) (1988)
- Notte d'estate in città (Nuit d'été en ville)		(1990)
- Marbel (Tout peines confondues) (1992)
- Aux petits bonheurs (1994)
- La Divine poursuite (1997)
- La Maladie de Sachs (1999)
- Un mondo quasi sereno (Un monde presque paisible) (2002)
- Un fil à la patte (2005)

## Riconoscimenti
- Benjamin ovvero le avventure di un adolescente (Benjamin ou les mémoires d'un puceau): 
  - Premio Delluc 1967
- Dossier 51 (Le dossier 51): 
  - Premio per la Miglior Regia al Festival Internazionale del Cinema di San Sebastián,
  - César 1979 per la miglior sceneggiatura originale
  - Premio della Critica per il Miglior Film del Sindacato Critici
- Pericolo nella dimora (Péril en la demeure)
  - César 1986 per la regia
  - Premio della Critica per il Miglior Film dal Sindacato Critici
- La lettrice (La Lectrice):
  - Gran Premio delle Americhe al festival di Montréal, 1988
  - Premio Delluc 1988
- La Maladie de Sachs:
  - Hugo d'Or per il miglior film al International Film Festival di Chicago, 1999
  - Premio per la regia al Festival Internazionale del Cinema di San Sebastián, 1999
  - Premio della miglior sceneggiatura al festival  di San Sébastian 1999
  - Premio della Solidarietà al festival di San Sebastiande 1999
  - Premio della Critica per il miglior film dal sindacato critici francesi, 2000
- Un mondo quasi sereno (Un monde presque paisible):
  - Menzione speciale al festival internazionale delle donne di Bordeaux, 2002